# Amato Ronconi
Amato Ronconi (Saludecio 1226. – Rimini, 8. svibnja 1292.), talijanski franjevac i svetac.

## Životopis
Rođen je u Saludeciju, 1226. godine u Saludeciju u imućnoj obitelji, ali je ostao siroče u ranoj dobi. O njemu se zatim brinuo stariji brat Giacomo. Osjećao je poziv da služi Bogu te je svoj život posvetio pomagajući siromasima i hodočasnicima. Pridružio se Franjevačkom svjetovnom redu i prihvatio isposnički život. Za vrijeme života je izgradio brojne kapele i skloništa za hodočasnike, od kojih neki još i danas postoje. Njegove relikvije se nalaze u crkvi San Biagio u Saludeciju. Papa Pio VI. proglasio ga je 17. ožujka 1776. blaženim, a papa Franjo svetim 23. studenog 2014. godine. Spomendan mu se obilježava 8. svibnja.